# لشچن
لشچن (به لاتین: Leszczyn) یک روستا در لهستان است که در گمینا رمانگ واقع شده‌است. لشچن ۲۶۰ نفر جمعیت دارد.